# María Asunción Requena
María Asunción Requena (Coronel Pringles, Argentina, 1915 - Francia, 1986), odontóloga, escritora, poeta y dramaturga argentino-chilena.

## Biografía
María Asunción Requena, hija de madre argentina y padre español, nació en Coronel Pringles, Argentina, pero pronto se radicó en Punta Arenas, donde transcurrió su primera infancia. Estudió humanidades en España, pero retornó al sur de Chile para finalizar la escuela. Posteriormente se estableció en Santiago, donde estudió odontología en la Universidad de Chile, profesión que ejerció con gran vocación de servicio social y que siempre combinó con su trabajo literario.
En 1949 ganó su primer reconocimiento artístico al obtener el Premio de la Municipalidad de Punta Arenas por sus poemas. En los años 1950 se trasladó nuevamente a Santiago, donde comenzó a desarrollar su vocación teatral y su obra fue ampliamente reconocida. Casi todos sus textos obtuvieron premios de dramaturgia y fueron estrenados por importantes compañías, con gran afluencia de público y buena recepción crítica. Tuvo tres hijos de su primer matrimonio; de ellos, uno, Rodrigo Córdova Requena, heredó su vocación teatral. Asimismo, su segunda pareja, Raúl Rivera, la acompañó en la labor creativa dirigiendo algunas de sus obras.
Su constante trabajo social como odontóloga y su tenaz denuncia de las inequidades como dramaturga, le significaron ser catalogada de "marxista" durante el dictadura militar, motivo por el cual salió del país para radicarse en Francia. Allí falleció en 1986, dejando inéditos algunos ensayos y la obra Oceánica y dulce Patagonia.

## Obra
Inscrita dentro de la Generación del 50, su obra se caracteriza por un fuerte compromiso social, que sigue la línea trazada por Antonio Acevedo Hernández, y por un importante interés en la recuperación histórica y tradicional, compartido con autores como Isidora Aguirre y Luis Alberto Heiremans. Su mayor contribución dramatúrgica reside, por una parte, en la construcción de atmósferas teatrales de gran riqueza poética que permiten conjugar el tono épico con las derrotas cotidianas; por otra, en la representación de personajes que plasman el amor por su tierra, su pueblo y sus tradiciones, pero cuya dignidad resulta extralimitada por la dureza del entorno y la injusticia de una sociedad que deja en el abandono a las provincias.
Asimismo, entre los temas que la autora aborda en forma recurrente están los cuestionamientos sobre la identidad y la memoria nacional, la crítica a la violencia y a la exclusión social y la denuncia de la pobreza material, afectiva e intelectual que sufren los personajes marginales retratados en sus obras. Otro tema que atraviesa su dramaturgia es la reflexión en torno al género, plasmada en complejos caracteres femeninos que problematizan las expectativas que los personajes masculinos intentan imponerles, situación a partir de la cual formula una crítica a la construcción de la masculinidad en la sociedad. Sus obras más difundidas son Fuerte Bulnes (1955), Ayayema (1964) y Chiloé, cielos cubiertos (1972).
La obra de Requena ha sido estudiada por académicos como Juan Villegas, quien advierte la escasa atención que la historiografía literaria nacional ha prestado a la autora, pese al éxito y la vigencia de los montajes de sus obras. Buscando explicaciones para este hecho, el crítico advierte la posibilidad de que algunas obras —especialmente Pan caliente— hayan caído en el olvido por motivos ideológicos, dada su mayor connotación política. Otras han recibido un tratamiento superficial, que ha redundado en la pérdida de espesor de los textos a la hora de ser llevadas a las tablas. Un caso de esto sería la producción de Fuerte Bulnes del año 1989, que realzó el realismo mágico y los elementos folclóricos del texto, en desmedro de sus contenidos sociales.